# Бранденбурзький трамвай
Бранденбурзький трамвай (нім. Straßenbahn Brandenburg an der Havel) — трамвайна мережа, складова мережі громадського транспорту в Бранденбурзі-на-Гафелі, федеральна земля Бранденбург, Німеччина.
Відкрита в 1897 році як конка, в 1911 році вона була електрифікована. 
Зараз нею керує Verkehrsbetriebe Brandenburg an der Havel (VBBr) і інтегрована в Verkehrsverbund Berlin-Brandenburg (VBB).

## Лінії
| Лінія | Маршрут | Зупинки |
| ----- | --- | ------- |
| 1     | Бранденбург-Головний (→ Штаїнштрасе) ↔ Ноїштедтішер-маркт ↔ Николайплац ↔ Фонтанештрасе ↔ Вальдкафé Герден ↔ Антон-Зефков-Алле | 23/21   |
| 2     | Бранденбург-Головний (→ Штаїнштрасе) ↔ Ноїштедтішер-маркт ↔ Николайплац ↔ Квенцбрюкке                                          | 18/16   |
| 6     | Бранденбург-Головний (→ Штаїнштрасе) ↔ Ноїштедтішер-маркт ↔ Николайплац ↔ Фонтанештрасе ↔ Гоенстюккен-Норд                     | 18/20   |
| 12    | Антон-Зефков-Алле ↔ Фонтанештрасе ↔ Квенцбрюкке                                                                                | 20      |

Лінія 12 замінює лінії 1 і 2 у неділю та святкові дні.

## Рухомий склад
4 жовтня 1979 року почав працювати перший трамвай Tatra KT4D. 
У вересні 1995 року були поставлені перші трамваї MGT6D. 
У 1997–1998 роках 10 трамваїв Tatra KT4D були модернізовані до KTNF6. 
Модернізація полягала у вставці середньої низькопідлогової секції. 
Зараз у Бранденбурзі-на-Гафелі працює 19 трамваїв, у тому числі 14 низькопідлогових:
- Tatra KT4D 5 шт
- Tatra KTNF6 10 шт
- MGT6D 4 шт